# Skate America 1995
Navigation
Édition précédente Édition suivante
Le Skate America est une compétition internationale de patinage artistique qui se déroule aux États-Unis au cours de l'automne. Il accueille des patineurs amateurs de niveau senior dans quatre catégories: simple messieurs, simple dames, couple artistique et danse sur glace.
Le quatorzième Skate America est organisé du 17 au 22 octobre 1995 à la Cobo Arena du TCF Center de Détroit dans le Michigan.

## Premier Grand Prix ISU
L'International Skating Union crée en 1995 un Grand Prix ISU pour les patineurs amateurs. Il se compose de cinq épreuves organisées par les cinq fédérations des pays :
- le Skate America
- le Skate Canada
- la Coupe d'Allemagne
- le Trophée de France
- le Trophée NHK

La Coupe de Russie  viendra s'ajouter en 1996 aux cinq épreuves précédentes.
Le Skate America est la première compétition de la Série des champions ISU senior de la saison 1995/1996.

## Résultats

### Messieurs
| Rang | Nom                    | Pays       | Points | Prog. court | Prog. libre |
| ---- | ---------------------- | ---------- | ------ | ----------- | ----------- |
| 1    | Todd Eldredge          | États-Unis | 1.5    | 1           | 1           |
| 2    | Michael Weiss          | États-Unis | 4.5    | 5           | 2           |
| 3    | Aleksandr Abt          | Russie     | 4.5    | 3           | 3           |
| 4    | Vyacheslav Zahorodnyuk | Ukraine    | 6.0    | 4           | 4           |
| 5    | Andrejs Vlascenko      | Allemagne  | 7.0    | 2           | 6           |
| 6    | Ilia Kulik             | Russie     | 8.0    | 6           | 5           |
| 7    | Stephane Yvars         | Canada     | 11.0   | 8           | 7           |
| 8    | Aren Nielsen           | États-Unis | 11.5   | 7           | 8           |
| 9    | Nicolas Pétorin        | France     | 13.5   | 9           | 9           |

### Dames
| Rang | Nom                    | Pays       | Points | Prog. court | Prog. libre |
| ---- | ---------------------- | ---------- | ------ | ----------- | ----------- |
| 1    | Michelle Kwan          | États-Unis | 2.5    | 3           | 1           |
| 2    | Chen Lu                | Chine      | 2.5    | 1           | 2           |
| 3    | Irina Slutskaya        | Russie     | 4.0    | 2           | 3           |
| 4    | Surya Bonaly           | France     | 6.5    | 5           | 4           |
| 5    | Tonia Kwiatkowski (en) | États-Unis | 8.0    | 6           | 5           |
| 6    | Nicole Bobek (en)      | États-Unis | 8.0    | 4           | 6           |
| 7    | Elena Liashenko        | Ukraine    | 10.5   | 7           | 7           |
| 8    | Rena Inoue             | Japon      | 12.0   | 8           | 8           |
| 9    | Clare Kelly            | Canada     | 13.5   | 9           | 9           |

### Couples
| Rang | Nom                                    | Pays       | Points | Prog. court | Prog. libre |
| ---- | -------------------------------------- | ---------- | ------ | ----------- | ----------- |
| 1    | Marina Eltsova / Andrei Bushkov        | Russie     | 1.5    | 1           | 1           |
| 2    | Jenni Meno / Todd Sand (en)            | États-Unis | 3.0    | 2           | 2           |
| 3    | Elena Berejnaïa / Oleg Shliakhov (en)  | Lettonie   | 4.5    | 3           | 3           |
| 4    | Kyoko Ina / Jason Dungjen (en)         | États-Unis | 6.5    | 5           | 4           |
| 5    | Oksana Kazakova / Artur Dmitriev       | Russie     | 7.0    | 4           | 5           |
| 6    | Kristy Sargeant (en) / Kris Wirtz (en) | Canada     | 9.5    | 7           | 6           |
| 7    | Elena Belousovskaya / Sergei Potalov   | Ukraine    | 10.0   | 6           | 7           |

### Danse sur glace
| Rang | Nom                                                 | Pays               | Points | Danse imposée | Danse originale | Danse libre |
| ---- | --------------------------------------------------- | ------------------ | ------ | ------------- | --------------- | ----------- |
| 1    | Oksana Grichtchouk / Ievgueni Platov                | Russie             | 2.0    | 1             | 1               | 1           |
| 2    | Anzhelika Krylova / Oleg Ovsiannikov                | Russie             | 4.0    | 2             | 2               | 2           |
| 3    | Rene Roca (en) / Gorsha Sur (en)                    | États-Unis         | 6.0    | 3             | 3               | 3           |
| 4    | Elizaveta Stekolnikova (en) / Dmitri Kazarlyga (en) | Kazakhstan         | 8.0    | 4             | 4               | 4           |
| 5    | Kateřina Mrázová (en) / Martin Šimeček (en)         | République tchèque | 10.0   | 5             | 5               | 5           |
| 6    | Barbara Piton / Alexandre Piton                     | France             | 12.0   | 6             | 6               | 6           |
| 7    | Kati Winkler / René Lohse                           | Allemagne          | 15.0   | 8             | 8               | 7           |
| 8    | Olena Hrushyna / Ruslan Honcharov                   | Ukraine            | 15.0   | 7             | 7               | 8           |
| 9    | Janet Emerson / Steve Kavanagh (en)                 | Canada             | 18.0   | 9             | 9               | 9           |
| 10   | Tamara Kuchiki / Neale Smull                        | États-Unis         | 20.0   | 10            | 10              | 10          |

## Sources
- Patinage Magazine N°50 (décembre 1995-Janvier/février 1996)
- Résultats des cinq compétitions du Grand Prix ISU 1995
- Résultats des podiums du skate Canada et des patineurs canadiens, skatecanada.ca